# Туктібаєв
Туктіба́єв (каз. Түктібаев) — село у складі Казалінського району Кизилординської області Казахстану. Адміністративний центр та єдиний населений пункт Алгинського сільського округу.
У радянські часи село називалось Бозколь.
Населення — 1758 осіб (2021; 1803 у 2009, 1819 у 1999, 2038 у 1989).